# Xestagonum
Xestagonum is een geslacht van kevers uit de familie van de loopkevers (Carabidae). De wetenschappelijke naam van het geslacht is voor het eerst geldig gepubliceerd in 1978 door Habu.

## Soorten
Het geslacht Xestagonum omvat de volgende soorten:
- Xestagonum ahrensi J. Schmidt, 1995
- Xestagonum alanstivelli Morvan, 1999
- Xestagonum alticola J. Schmidt, 1998
- Xestagonum ambiguum Fairmaire, 1891
- Xestagonum ambulator (Andrewes, 1930)
- Xestagonum arvarum Morvan, 1996
- Xestagonum baehri J. Schmidt, 1996
- Xestagonum bellasilviae J. Schmidt, 1996
- Xestagonum benesi Morvan, 1996
- Xestagonum beskellum Morvan, 1996
- Xestagonum bhutanense Morvan, 1982
- Xestagonum bisetosum Morvan, 2007
- Xestagonum blevdispar Morvan, 2007
- Xestagonum blevennek Morvan, 1998
- Xestagonum bochkrizet Morvan, 1999
- Xestagonum bothoreli Morvan, 1999
- Xestagonum boulbeni Morvan, 2007
- Xestagonum brancuccianum Morvan, 2007
- Xestagonum brancuccii J. Schmidt, 1997
- Xestagonum brunicolle J. Schmidt, 1995
- Xestagonum brunisianum Morvan & Tian, 2003
- Xestagonum bruskhir Morvan, 2007
- Xestagonum bruskornecum Morvan, 1996
- Xestagonum bureli Morvan, 1995
- Xestagonum cavazzutii Morvan, 1998
- Xestagonum chensicieni (Kryzhanovskij, 1994)
- Xestagonum connexum J.Schmidt, 1997
- Xestagonum convexicolle J. Schmidt, 1997
- Xestagonum cursor (Andrewes, 1930)
- Xestagonum daisetsuzanum Nakane, 1963
- Xestagonum damhenvel Morvan, 2007
- Xestagonum danteg Morvan, 2004
- Xestagonum daoublev Morvan, 1999
- Xestagonum dentatum Morvan, 2002
- Xestagonum deuvei Morvan, 1998
- Xestagonum deuvesianum Morvan, 1995
- Xestagonum dierli Jedlicka, 1966
- Xestagonum disjunctum J.Schmidt, 2003
- Xestagonum diversicolle J. Schmidt, 1995
- Xestagonum dobbertini J. Schmidt, 1998
- Xestagonum dremmi (Morvan, 1995)
- Xestagonum elytroplanum Morvan, 2004
- Xestagonum erberi Morvan, 2007
- Xestagonum etainn Morvan, 1996
- Xestagonum etredaou Morvan, 2004
- Xestagonum eulabes (Bates, 1889)
- Xestagonum forchellek Morvan, 2004
- Xestagonum ganesh Morvan, 1996
- Xestagonum garig Morvan, 2004
- Xestagonum gellkistinum Morvan, 1996
- Xestagonum gorapaniense Habu, 1973
- Xestagonum gouzougek Morvan, 2004
- Xestagonum gracile Morvan, 2007
- Xestagonum gracilipenne Morvan, 2007
- Xestagonum grandistyle J. Schmidt, 1996
- Xestagonum habui J. Schmidt, 1996
- Xestagonum hannesi J.Schmidt, 2003
- Xestagonum hauseri Jedlicka, 1931
- Xestagonum heinzi Morvan, 2007
- Xestagonum henvelikum Morvan, 1996
- Xestagonum himalayae Habu, 1973
- Xestagonum holzschuhi Morvan, 1996
- Xestagonum holzschuhianum Morvan, 1996
- Xestagonum immarginatum J. Schmidt, 1997
- Xestagonum inexspactatum Kryzhanovskij, 1994
- Xestagonum izeldoareum Morvan, 1996
- Xestagonum izil Morvan, 2004
- Xestagonum jannuense (Jedlicka, 1968)
- Xestagonum jitiangense Morvan, 2007
- Xestagonum kalchmoanum Morvan, 1996
- Xestagonum kamaretianum Morvan, 1995
- Xestagonum karli J. Schmidt, 1998
- Xestagonum karvanekum Morvan, 1996
- Xestagonum kemm Morvan, 1999
- Xestagonum kergreni Morvan, 1999
- Xestagonum korr Morvan, 1999
- Xestagonum kucerai Morvan, 2004
- Xestagonum kuceraianum Morvan, 2007
- Xestagonum kuzonduresti Morvan, 1995
- Xestagonum lagadbihan Morvan, 1999
- Xestagonum lassallei Morvan, 1995
- Xestagonum lassalleianum Morvan, 1995
- Xestagonum ledouxi Morvan, 2007
- Xestagonum lehirae Morvan, 1999
- Xestagonum marani Jedlicka, 1968
- Xestagonum marginalis Morvan, 1999
- Xestagonum marietudoe Morvan, 2007
- Xestagonum meindli J.Schmidt, 2003
- Xestagonum melittus (Bates, 1889)
- Xestagonum meneziadum Morvan, 1996
- Xestagonum meyeri (Jedlicka, 1934)
- Xestagonum modron Morvan, 1995
- Xestagonum montuosella J. Schmidt, 1998
- Xestagonum montuosum Habu, 1973
- Xestagonum morholt Morvan, 1996
- Xestagonum musculum Jedlicka, 1965
- Xestagonum naviauxi Morvan, 1995
- Xestagonum nazarovi (Lafer, 1976)
- Xestagonum nepalense Jedlicka, 1965
- Xestagonum nitouense Jedlicka, 1934
- Xestagonum nivium Bates, 1891
- Xestagonum ovaliceps (Bates, 1878)
- Xestagonum pavruzum Morvan, 1996
- Xestagonum pennboullek Morvan, 1999
- Xestagonum rectangulum Morvan & Tian, 2003
- Xestagonum remondi Morvan, 1999
- Xestagonum rhiannon Morvan, 1996
- Xestagonum robustum Morvan, 2007
- Xestagonum ruteri Morvan, 1972
- Xestagonum sabinae J.Schmidt, 2003
- Xestagonum semiaeneum (Fairmaire, 1886)
- Xestagonum semicoeruleum J. Schmidt, 1995
- Xestagonum semivariolosum Morvan & Tian, 2003
- Xestagonum shimomurai Morvan, 1996
- Xestagonum sikkimensis Morvan, 1998
- Xestagonum skoazigum Morvan, 1996
- Xestagonum skoazkornek Morvan, 1999
- Xestagonum smetanai Morvan, 1996
- Xestagonum soazigae Morvan, 1999
- Xestagonum szekessyi Jedlicka, 1960
- Xestagonum tetrasetosum Habu, 1973
- Xestagonum tharepatiense Habu, 1973
- Xestagonum thierryi J.Schmidt, 2001
- Xestagonum tibetanum Morvan, 2002
- Xestagonum torgos Morvan, 1998
- Xestagonum treutikum Morvan, 1996
- Xestagonum unisetosum Morvan & Tian, 2003
- Xestagonum ursulae J. Schmidt, 1998
- Xestagonum venator Andrewes, 1930
- Xestagonum vignai J. Schmidt, 1998
- Xestagonum viridicans (Andrewes, 1927)
- Xestagonum xestum (Bates, 1883)
- Xestagonum yanfoueri Morvan, 1996
- Xestagonum zenganinae Morvan & Tian, 2003